# 美章園服装学校
美章園服装学校（びしょうえんふくそうがっこう）とは、大阪府大阪市天王寺区にあった日本の各種学校である。

## 概要
1949年に発行された学校に関する資料にその記載がある。それによると、和洋裁科を置き、当時女性544人が在籍していたという記録がある。廃止年は目下、不詳だが1950年当時、当学校を母体に大阪女子短期大学を翌年の開学を目指して文部省に設置の認可申請を行っていたが、不認可となり設置を断念している。

## 設置予定学科[1]
- 服装科